# Troy Daniels
Troy Daniels (Roanoke, 15 luglio 1991) è un cestista statunitense, professionista nella NBA e in Europa.

## Carriera in Italia
Il 12 luglio 2021 viene annunciato il suo passaggio all'Olimpia Milano.

## Palmarès
- Coppa Italia: 1

Olimpia Milano: 2022
- Campionato italiano: 1

Olimpia Milano: 2021-22
- Campionato NBA: 1

Los Angeles Lakers: 2020
- All-NBDL Third Team (2014)
- All-NBDL All-Rookie Second Team (2014)